# AA-12 (산탄총)
AA-12 (Auto Assault-12)는 맥스웰 애치슨이 1972년에 개발한 자동 산탄총이다.

## 같이 보기
- 산탄총
- 잭해머 산탄총
- USAS-12
- 사이가-12